# Электровоз 100
Электровоз 100 (заводская серия 15E, обозначение на ČSD до 1988 года E 422.0) — один из электровозов первого поколения, выпускавшихся на Пльзеньском заводе компании Škoda. Электровоз предназначался для линий, электрифицированных на постоянном токе с напряжением 1500 вольт.
Заказ со стороны министерства транспорта Чехословакии на выпуск этих электровозов в 1955 году был связан с запланированным строительством плотины водохранилища Липно, где необходимо было подвозить большое количество строительных материалов и необходимостью замены устаревших морально локомотивов, обслуживавших линии Табор - Бехине и Рыбник - Липно над Влтавой, к тому времени уже переведённых с питания 1200 вольт на 1500 вольт. Времени на разработку конструкции локомотива почти не было, они должны быть поставлены уже в 1956 году. В связи с этим в основу конструкции был положен электровоз серии 140 (заводская серия 12E1, см. Электровозы Škoda).
Кузов вагонной компоновки с двумя кабинами машиниста по концам локомотива опирается на две двухосные тележки. Вход в машинное отделение через кабины, однако в машинном имеется ещё и два больших боковых люка для выемки и ремонта оборудования. Наличие люков повлияло на появление у электровозов прозвища чеш. kapesní Bobina. На всех четырёх колёсных парах установлены тяговые электродвигатели. Управление мощностью производится путём перегруппировки соединений электродвигателей (последовательное и параллельное двух групп по 2 двигателя в каждой) и за счёт реостатов, контроллер машиниста имеет 40 позиций, из них ходовых, очевидно, всего две. Имеется реостатный тормоз. На крыше локомотива разместили два токоприёмника типа пантограф, тормозные резисторы и быстродействующий выключатель. Пневматическую систему локомотива питают два компрессора K1, запас воздуха хранится в главном резервуаре ёмкостью 500 литров, подвешенном под кузовом локомотива, и ещё одном резервуаре ёмкостью 250 л. Четыре тормозных цилиндра диаметром 10 дюймов обеспечивают торможение локомотива. Напряжение в цепи управления — 48 вольт. Запас песка в песочницах — 320 кг.
Электровоз с порядковым номером 004 был списан в 1998 году. В 1999 году электровоз 002 был отставлен от работы и стал донором запасных частей для двух других электровозов. Линия Рыбник — Липно над Влтавой в июне 2005 года была переведена на систему питания переменным током — 25 кВ, 50Гц, поэтому электровозы 100 серии там больше не востребованы.
Сохранившиеся экземпляры электровозов приписаны к локомотивным депо Ческе-Будеёвице (001 и 002) и Раковник (003), причём 001 должен стать экспонатом музея в Лужне.